# Telicitat
En lingüística, la telicitat (del grec τέλος, la finalitat o l'objectiu) és la propietat d'un verb o d'un sintagma verbal que presenta una acció o un esdeveniment com portat a terme en un sentit o en un altre. Un verb o un sintagma que té aquesta propietat es diu que és tèlic, mentre que si presenta l'acció o l'esdeveniment com no aconseguit se'n diu atèlic.

## La prova de telicitat
Une manera habitual d'esbrinar si un sintagma verbal és tèlic és comprovar si s'hi pot aplicar una expressió com en una hora (per tant, un temps acabat: és una limitació temporal). A la inversa, si se li pot aplicar una expressió com durant una hora (per tant, una durada: no indica limitació temporal), serà atèlic. Per exemple el sintagma verbal construir una casa és tèlic mentre que el sintagma verbal habitar una casa és atèlic:
En Pere ha construït una casa en un mes.
? En Pere ha construït una casa durant un mes.
→ ha construït és tèlic
? En Pere ha habitat una casa un mes.
En Pere ha habitat una casa durant un mes.
→ ha habitat és atèlic.
- El temps gramatical i l'aspecte gramatical d'un verb poden afectar el resultat de la prova; per exemple les formes progressives en anglès (is going, was talking, has been doing…) admeten de vegades durant una hora, i gairebé mai en una hora. Per tant, aquest tipus de prova té interès sobretot en sintagmes verbals sense una forma progressiva.

- En anglès les expressions com «en una hora» són ambigües; ja que poden significar «en una hora de temps», però també «d'aquí a una hora». Només el primer significat presenta aquí un interès. She will be coming in an hour (ella arribarà d'aquí a una hora) és correcte, però no sabem res de la telicitat de l'expressió will be coming.

En finès, el complement directe porta una marca de telicitat: l'acusatiu és tèlic, i el partitiu s'utilitza per expressar l'atelicitat. En finès en comptes de parlar de telicitat i atelicitat es parla de frases resultatives i no resultatives.